# Carabella insignis
Carabella insignis är en spindelart som först beskrevs av Banks 1929.  Carabella insignis ingår i släktet Carabella och familjen hoppspindlar. Inga underarter finns listade.